# Svärtinge säteri
Svärtinge säteri är en herrgård i Norrköpings kommun (Östra Eneby socken), Östergötlands län. Gården var från 1600-talet ett säteri.

## Historik
Svärtinge säteri var ett säteri i Östra Eneby socken, Bråbo härad. Svärtinge nämnes i Ingrid Svantepolksdotters testamente år 1321, och 1322 ger hon 11⁄2 åtting härstädes till sin trogne tjenare Kettil. Samma år i november sålde kaniken i Strängnäs Joh. Dansson sina gods härstädes för 100 mark till lagman i Södermanland Lars Ulfsson. År 1527 omtalas 4 gårdar Svärtinge i Eneby socken och synes då ha tillhört släkten Sture. Kallas 1543 dels frälse, dels före detta kyrkohemman och Vadstena klosters hemman, de förstnämnde tillhörande herr Svante, dels fru Elina på Thärnö. År 1632 tillhörde klosterhemman och kyrkohemman samt 11⁄2 frälse översten Otto Schulman (död 1653), som sätesgård genom donation av 1630 med tillhörande 14 mantal. Tillhörde sedermera sonen, överstelöjtnanten Adam Schulman. Kallas 1683 för säteri, uppbyggt av 61⁄2 donationshemman med 31⁄2 rå och rör. Innehades 1687 av den sistnämndes änka friherrinnan Kristina Posse, som fick behålla det för livstid och innehade det ännu 1700. Har derefter måhända även tillhört hennes dotter, som dog 1722. Innehades till större delen 1725 av överstelöjtnant Erik Axel Ekehielm, som var gift med ryttmästaren Otto Henrik von Schulmans änkefru Kristina Appelgren. Ägdes på 1750-talet dels genom arv och dels genom lösen av hennes systerdotters man, majoren Daniel Pfeiff, vid vilken tid egendomen bestod av 4 mantal med underlydande 21⁄2 frälsehemman, som beboddes av bönder, och 18 dagsverkstorp. Tillhörde 1783 hans måg, kammarherre Axel Wilhelm Gyllenkrook (död 1788), som jämte den gamla trädgården anlade en ny och förflyttade åbyggnaden till en högre välbelägen plats, 1825 hans dotter, grevinnan
Katarina Lovisa Kalling (död 1844), därefter dels genom arv och dels genom lösen sonen, greve Ludvig Konstantin Kalling (död 1854), från 1855 grosshandlaren P. A. Enhörning och medintressenter, 1871 grosshandlaren O. Peterssons sterbhus och grosshandlaren C. J. Munck. Innehas 1877 av den förras son, herr Oskar Petersson.